# Kalle Sändare
Kalle Sändare, egentligen Carl-Axel Thernberg, född 12 augusti 1931 i Haga i Göteborg, död 13 maj 2008 i Stockholm, var en svensk komiker. Han blev känd för sina busringningar.

## Biografi
Carl-Axel Thernberg föddes på Landsvägsgatan i stadsdelen Haga i Göteborg. Innan han helt kom att verka som professionell busringare försörjde han sig som chaufför, skivförsäljare, linjearbetare på Televerket, begravningsentreprenör, dörrvakt och förrådsarbetare.
Thernberg var kontrabasist i jazzbandet Bo Richters orkester i Göteborg på 1950-talet. Under denna period började han roa sig med att "busringa" och spela in samtalen på rullbandspelare. Hans allra första samtal, Kartonger till salu, cirkulerade länge i musikerkretsar innan det slutligen gavs ut på hans första LP-skiva, Kalle Sändare tager ett nummer, 1965. Han gav totalt ut 22 officiella skivor.
Kalle Sändare var mycket skicklig på att driva med folk. Hans improvisationer och ordlekar kunde få dem han samtalade med att tappa fattningen. Han utvecklade tidigt ett eget nonsensspråk, en fonetik som han ofta använde sig av i sina telefonsamtal. Sättet att skämta, att förvirra genom att tala med konstiga ord, kallades även för att lalla. Lallen härrör ursprungligen från jazzpianisten Östen Hedenbratt, som Kalle umgicks flitigt med och som sägs ha hittat på den. Kalle myntade egendomliga uttryck som "flifflam", "gallerbad", "ebran på granen", "esparesaplattor", "brattsipp", "tuu va'rennenockså", "elnockså på ett bursteg, är det de på?".
Till skillnad från busringare som till exempel Hassan, höll Kalle en hövlig och artig ton i sina samtal. Han var mestadels vänlig, och hans humor var helt fri från svordomar och sexuella anspelningar. Telefonsamtalen var heller inte i första hand uppbyggda kring en i förväg uttänkt poäng, utan var till stor del improviserade och utvecklades i samspelet mellan den uppringde och Kalle. Hans humor byggde på missförstånd, på viljan att förstå och försöka förklara. Förvirrande ordvändningar, obegripliga nonsensuttryck, egendomliga ljud och överraskande uttal varvas med vänliga förklaringar och hjälpsamma tillrättalägganden i en ständig balansgång på gränsen mellan begriplighet och obegriplighet.
Bland klassiska Kalle Sändare-inspelningar kan nämnas Julgrisar till salu, Batterist sökes till dans och poporkester, El Zou-Zou söker manlig assistent, Taklagsfesten och Kinesiskt julbord. Han har även ringt och skojat med många kändisar, som tandläkaren och premiärlejonet Alice Timander.
Vid sidan om skivinspelningarna anlitades Kalle av privata företag, föreningar och privatpersoner som ville att han skulle göra busringningar inför födelsedagar, firmafester eller liknande arrangemang.
Kalle Sändare framträdde i SVT, på 1960-talet medverkade han i Dolda kameran-programmet Publikfriarna och i Ulf Thoréns serie Hvar fjortonde dag. Han var med i Prat i kvadrat 1983-1985 och gjorde en egen serie, Lättlurat, 1990.[källa behövs] Han har framträtt på krogscener och skojat med folk på jippon av olika slag. Ett exempel på detta är när Ingela Agardh i TV1s program Hemma den 1 april 1993 blev lurad av Kalle Sändare som framträdde i egenskap av cykellyktssamlare Hans Wallin. Under 2006 kunde han höras i programmet Äntligen tisdag i Sveriges Radio P3.
Carl-Axel Thernberg mottog flera utmärkelser, däribland Lasse O'Månsson-stipendiet och Sveriges Radios pris "Guldluren" (2005). Kalles sista offentliga framträdande var på Lorensbergsteatern i Göteborg i november 2007.[källa behövs] I maj 2010 utgavs Väggen e' klar. Världens första bok om Kalle Sändare av journalisten Lars Carlsson på Reverb bokförlag. Boken tog många år att skriva, då Kalle själv inte var så talför privat, och bygger på research bland människor som kom i kontakt med Kalle privat och professionellt.
Han var gift första gången 1957–1962 med Majvor Dahlgren, med vilken han fick två barn: dottern Ingvor Linder 1959, som medverkat i en dokumentär om Kalle Sändare, och sonen Per Thernberg 1964, som avled 2010. Andra gången var han gift 1979–1982 med Gulli Linnea Lindgren.

## Vänförening
Kalle Sändare har sedan 2005 en egen vänförening, Gris- och Skridskoföreningen (GOSF), uppkallad efter ett av Kalles klassiska telefonsamtal. Föreningen beslutade för år 2012 att komikern Peter Apelgren skulle tilldelas föreningens nyinstiftade Gustav Hjäler-stipendium för att han verkar och roar sällskapsmänniskor i Kalle Sändares anda. Stipendiet, som är på 75 spänn (efter ett samtal med Ulf Thorén på skivan Lejonklösa) delades ut vid föreningens sammankomst i Göteborg lördagen den 10 november 2012.[källa behövs] I det årliga komikerpriset ingår också en "kaffepetter" (kaffepanna) modell G33 samt ett livstidsmedlemskap i föreningen.

### Gustav Hjäler-stipendiater[14]
- 2012 – Peter Apelgren
- 2013 – Lars Carlsson (journalist)
- 2014 – Owe Midner
- 2015 – Johan Rothstein
- 2016 – Fredrik Lindström
- 2017 – Claes Eriksson
- 2018 – Stefan Livh
- 2019 – Maria Lundqvist
- 2020 – Petter Alexis Askergren
- 2021 – Svenska Akademien
- 2024 – Henrik Dorsin

## Diskografi[15][16]
- Kalle Sändare tager ett nummer! (1965)
- Lejonklösa. Kalle Sändare på nya äventyr (1968)
- Kalle Sändares julbestyr (1973)
- Väggen e' klar! (1975)
- Talmannen (1975)
- Trollkarlen El Zou-Zous öden och äventyr (1977)
- Slaget vid Halden (1978)
- Kalle Sändare blåser i luren (1979)
- Sändarresan (1980)
- Det som katten gör i lådan (1981)
- Dagens Dikt (1982)
- Heta linjen (1982)
- Kalles blandning (1982) (samlingsskiva,i grunden outgivet material)
- Haverst och hundra bobiner (1984)
- Två sidor (1986)
- Lättlurat. Svårlurat (1990)
- Va' bra de' hörs! (1990)
- Kalle Sändare (1990) (samlingsskiva)
- På sååå sätt! (1994)
- Kalles bästa (1994) (samlingsskiva)
- Meditationens a och o (1997)
- I dag är det sol! (1997)
- Klassiska spår (2007) (samlingsskiva, även tidigare outgivet material)
- Nu är det åter jul...(2010)
- TelefonLur (2011)
- Friska Fläktar(2012) (GOSF föreningsskiva)
- Apor & Skit (jan 2013) (GOSF föreningsskiva)
- Det var väldans! (jan 2014) (GOSF föreningsskiva)
- Boxen é klar (nov 2014) Samlingsbox från Riverside Records med alla 22 officiella skivorna
- Den stora tiden (nov 2016) (GOSF föreningsskiva)

## Filmografi
- 1979 – Heja Sverige! [17]